# Le Conte de Jeannot Lapin
Le Conte de Jeannot Lapin (en anglais : The Tale of Benjamin Bunny) est un conte pour enfants publié en 1904, écrit et illustré par Beatrix Potter.